# 大野勇
大野 勇（おおの いさむ、1899年5月14日 - 1984年5月30日）は、日本の経営者。森永乳業社長を務めた。

## 来歴・人物
東京都出身。1923年に慶應義塾大学経済学部を卒業し、同年に森永乳業に入社した。1972年1月に森永乳業専務に就任し、1960年5月には社長に昇格した。1974年5月に会長に就任し、1979年6月から取締役相談役を務めた。
1964年11月に藍綬褒章を受章。
1984年5月30日、心不全のために死去。85歳没。